# غورميت سينغ
غورميت سينغ (بالإنجليزية: Gurmeet Singh) هو لاعب كرة قدم هندي، ولد في 3 ديسمبر 1999 في الهند.